# Microlestes maurus

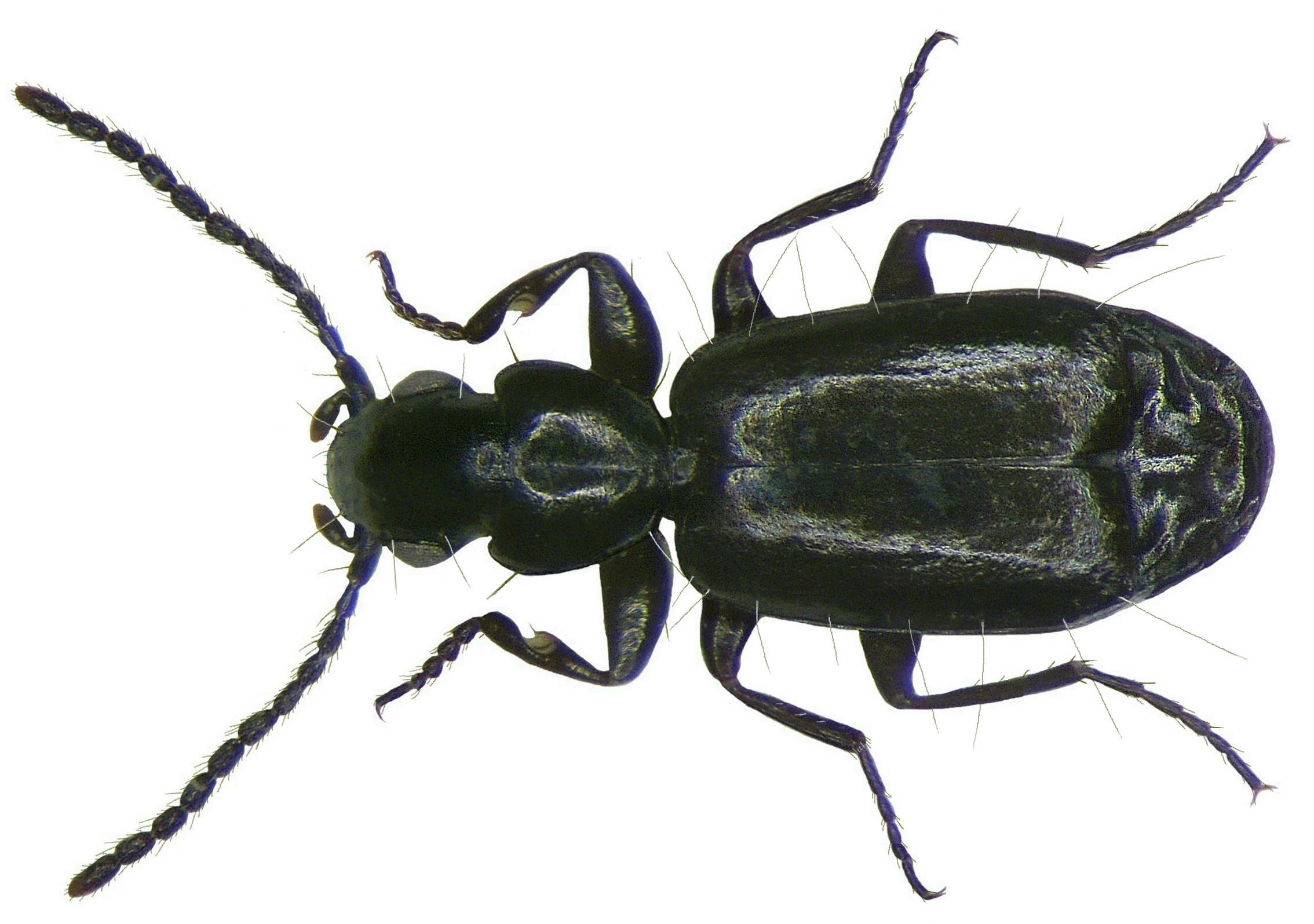
Präparat

Microlestes maurus ist ein Käfer aus der Familie der Laufkäfer (Carabidae).

## Merkmale
Microlestes maurus ist ein 2,2–2,9 mm großer schwarzer Käfer aus der Gattung Microlestes. Die Flügeldecken sind verkürzt. Die Käfer sind vermutlich nicht flugfähig. Die Flügeldecken verbreitern sich nach hinten. Der Halsschild ist nach hinten stark verengt. Der Analsternit besitzt ein kleines, dreieckiges, granuliertes Feld.

## Ähnliche Arten
- Microlestes minutulus – größer, schlanker, unterschiedliche Form des Aedoeagus (männliches Geschlechtsorgan)

## Verbreitung
Die Art ist in Europa weit verbreitet. Sie ist in England vertreten. Im hohen Norden Europas fehlt sie jedoch. In Mitteleuropa ist sie hauptsächlich im Osten und im Norden vertreten, ansonsten selten. In Wärmegebieten im Südwesten Deutschlands ist die Art offenbar häufiger als die ähnliche Art Microlestes minutulus. Nach Osten reicht das Vorkommen über den Nahen Osten und den Kaukasus bis nach Westasien.

## Lebensweise
Die xerophile Käferart bevorzugt als Lebensraum Wärmehänge, Weinberge, Küstendünen und Kulturbrachen. Man findet die Käfer unter Rinde, Moos oder Laub am Fuße von Bäumen. Die Imagines überwintern.

## Taxonomie
In der Literatur finden sich folgende Synonyme:
- Dromias maurus Sturm, 1827
- Dromius glabratus Stephens, 1827
- Microlestes cordatulus Reitter, 1901